# Laura Brunkel
Laura Brunkel (* 13. Mai 2006) ist eine dänische Tennisspielerin.

## Karriere
Brunkel spielt bislang überwiegend Turniere auf der ITF Women’s World Tennis Tour, wo sie bislang aber noch keinen Turniersieg feiern konnte.
2020 startete sie beim Les Petits As.
2024 trat sie zu Beginn des Jahres bei den Australian Open an, wo sie im Juniorinneneinzel nach erfolgreicher Qualifikation in der ersten Runde mit 6:4, 4:6 und 1:6 gegen Iwa Iwanowa verloren hat. Im Juniorinnendoppel erreichte sie mit Partnerin Olivia Carneiro das Achtelfinale. In Wimbledon und bei den US Open scheiterte sie jeweils in der ersten Runde der Qualifikation zum Hauptfeld.
Ab Herbst 2025 wird Brunkel für das Damentennisteam der Sooners der University of Oklahoma spielen.
Sie gab 2024 ihr Debüt in der Dänischen Billie-Jean-King-Cup-Mannschaft, wo sie bislang drei Doppel gespielt und verloren hat.

## Auszeichnungen
Im Dezember 2024 wurde Brunkel als dänische Juniorin des Jahres ausgezeichnet.